# Canals (Córdova)
Canals é um município da província de Córdova, na Argentina.